# Wangdue Phodrang
Wangdue Phodrang (དབང་འདུས་ཕོ་བྲང་ en tibetano Dzongkha 'Wangdi Phodr'un) es una ciudad y capital (dzongkhag thromde) del distrito homónimo, situado en la zona central de Bután. Está localizado en el gewog Thedtsho.

## Historia

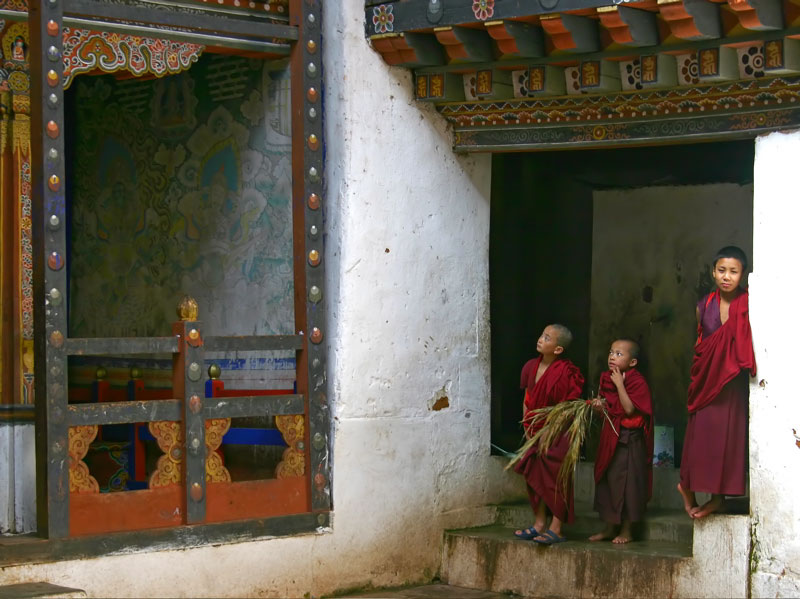
Getsi (Novatos, Wylie: dge tshul) en el dzong de Wangdue Phodrang.

La ciudad comparte su nombre con el dzongconstruido en 1638, el cual domina el distrito. El nombre fue dado por Ngawang Namgyal, el Shabdrung Rinpoche, quién buscaba la mejor ubicación para un dzong e impedir amenazas del sur. En el sitio escogido, el Shabdrung encontró un chico llamado Wangdi jugando junto al río y de ahí nombró el dzong «Palacio de Wangdi».
El dzong Wangdi Phodrang se quemó por la tarde del 24 de junio de 2012. Aun así, el monasterio fue renovado con el tiempo, así que la mayoría de las reliquias históricas ya habían sido almacenadas y se salvaron de su destrucción.

## Topología
Hay tres carreteras adoquinadas en Wangdi Phodrang. La Carretera Lateral que se introduce del oeste en el paso de Dochula, cruza el río Sankosh (Dzongkha: Puna Tsang Chhu) en el dzong local, y continúa al este hacia Trongsa. También existen carreteras al norte de Wangdi Phodrang hasta el dzong Punakha y ligeramente más allá, llegando hasta Gasa.
Una segunda Carretera Lateral pasa cerca del paso Pele hasta la mitad, entre Wangdue Phodrang y Trongsa, viajando a escasa distancia al sur del monasterio Gangteng y el Valle Phobjikha.